# 요코야마촌 (야마가타현 기타무라야마군)
요코야마촌(横山村)은 야마가타현 기타무라야마군에 있던 촌이다. 현재의 오이시다정 남부, 모가미강 좌안에 해당한다.

## 역사
- 1901년 5월 1일 - 오타카네촌의 일부 (오아자 요코야마, 다자와)가 분립해 성립하였다.
- 1955년 1월 1일 - 오이시다정, 가메이다촌과 합병해, 새로운 오이시다정이 성립, 동일 요코야마촌은 폐지되었다.

## 교통

### 도로
- 니시부 가도 (현 국도 제347호선)

## 참고문헌
- 角川日本地名大辞典 6 山形県